# プルー
- RAVE (漫画) > RAVEの登場人物#主要人物 > プルー
- プルーの犬日記 > プルーの犬日記#登場人物 > プルー
- FAIRY TAIL > FAIRY TAILの登場人物#星霊 > プルー

プルー（Plue）は、真島ヒロの漫画作品に登場する架空の生物。

## 概要
全身は真っ白で黄色い鼻（角のようにも見える）に丸い顔と円らな黒い瞳に肉球の付いた手、尻尾の生えた犬のような体を持った姿が特徴である。鳴き声は「プーン」。好物は飴（棒キャンディー）。空腹になったり、風呂に入ると角や体がしおれる。常に小刻みに震えている。触感は作者曰く「ぬいぐるみに近い」。
モデルは作者が小学生の時に落書きで書いていたキャラクター。その頃は現在の頭部に虫の様な足が生えた造形である。既に「しゃぶ太郎」という名前があったとのこと。作者自身も「何をきっかけで書いたのかわからない」と語っている。

## 各作品におけるプルー

### RAVE
『RAVE』においてはレイヴの使いとして登場。鼻（もしくは角）はレイヴ以外のもので唯一ダークブリングを破壊できる能力を持っていた。また負傷者に乗っかって震えることで外傷の悪化を防ぐという能力もある。作中では様々な生物に間違われている。
リーシャ・バレンタインと共にシンフォニア城に住んでおり、ホーリーブリング（レイヴ）の完成と同時にリーシャが死亡したためにレイヴの使いとして初代レイヴ使いシバに引き取られ、王国戦争を共に戦い抜くことになる。シバの活躍によってダークブリング側はほぼ壊滅するも、最後のダークブリング「シンクレア」の破壊に失敗し、大破壊からシバをかばって姿を消す。
その後、グリフォン加藤の住んでいる島に現れ、プリン軍団を撃退した後に海を漂流し、ガラージュ近辺で溺れる。海中で見た釣り針の餌を大好物の飴と勘違いし食いついたところをハル・グローリーに釣り上げられる。
二代目レイヴマスターとなったハルと共に世界各地を旅することになり、世界に散らばったレイヴを再び集めることになる。レイヴの使いとしてハル達の冒険において欠かせない存在であった。
当初は目が小さく、表情らしい表情は乏しかった。『FAIRY TAIL』とのクロスオーバー作品にも、『RAVE』のプルーが登場する。

### プルーの犬日記
『プルーの犬日記』においては主人公として登場。リンゴ村を舞台にユニークな住人たちとその生活を描く。

### FAIRY TAIL
『FAIRY TAIL』においては星霊魔道士の呼び出す星霊の1体として登場。正式名称は『小犬座のニコラ』で、「プルー」の名は契約者のルーシィ・ハートフィリアに与えられた愛称。彼女と契約した数ある星霊の中では事実上のメインパートナー。
『RAVE』のプルーのように特殊能力を備えているわけではないため、戦闘に携わることは少ない。

### EDENS ZERO
『EDENS ZERO』においては「ニコラ」という生物種として登場。惑星ブルーガーデンのレストランを中心に多くのニコラが働いている。

### 読み切り
真島ヒロの『MAGICIAN』で登場。当時はまだ4足歩行であったりと犬らしさが残っていた。この作品では不死身の肉体を与えられた犬の進化生物ということになっている。鼻を引っ張るとしおれる。
他にも同時期の作品『BAD BOYS SONG』では落書きにプルーの姿が見られる。『MONSTER SOUL』ではモブとして1コマだけ出演している。

### 合作
これまでに2度、他作品との合作として登場している。
『プルー奪還大作戦』
『GetBackers-奪還屋-』と『SAMURAI DEEPER KYO』と合作した作品。
『哲也-雀聖と呼ばれた男』
モコス中島とダンチが対戦する話に登場。『哲也』の25巻に収録。

## 担当声優
- ゆきじ（『RAVE』）
- 後藤沙緒里（『FAIRY TAIL』・『FAIRY TAIL×RAVE』）